# Won Gyun
Won Gyun (* 1540 bei Pyeongtaek; † 27. August 1597 bei Chilchonryang) war ein koreanischer General und Admiral während der Joseon-Dynastie im 16. Jahrhundert.

## Leben und militärische Laufbahn
Genauere Details von Won Gyuns Leben vor dem Beginn seiner militärischen Laufbahn sind nicht bekannt. Won wurde 1540 nahe der Stadt Pyeongtaek geboren. Er demonstrierte sehr früh sein Talent als Soldat und beteiligte sich nach der erfolgreichen Absolvierung seiner militärischen Ausbildung als Kavallerieoffizier an den Feldzügen gegen die Jurchen. 1592 wurde er zum Admiral der Rechten Gyeongsang-Marinedivision ernannt.
Im Frühjahr 1592 jedoch startete der japanische Herrscher Toyotomi Hideyoshi eine Invasion Koreas, und seine Truppen konnten in der Stadt Busan einen Brückenkopf errichten, ohne vom desorganisierten koreanischen Widerstand sichtlich getroffen zu werden. Angesichts des schnellen Vormarsches der Japaner handelte Won überstürzt und versenkte bis auf vier Schiffe seine gesamte Flotte, um sie nicht in die Hände des Feindes fallen zu lassen, anstatt ihnen in der Schlacht gegenüberzutreten. Später schlossen er und Admiral Yi Eok-ki sich der linken Jeolla-Marinedivision an, die unter dem Kommando seines Kollegen Yi Sun-sin stand, und beteiligten sich an dessen erfolgreichen Feldzügen gegen die japanische Versorgungsflotte in den ersten beiden Kriegsjahren. Won jedoch widersetzte sich Yi mehrmals, stellte dessen Autorität und strategisches Geschick wiederholt in Frage und versuchte ihn beim Königshof zu diffamieren, womit er zunächst jedoch keinen Erfolg erzielte.
Wegen seiner Erfolge machte sich Yi Sun-sin im Laufe der Zeit nicht nur bei den Japanern viele Feinde, sondern auch im eigenen Lager. Als 1596 Hideyoshi schließlich einen Doppelagentenkomplott ausführte, um Yi zu beseitigen, beteiligte sich Won an den Protesten und Urteilen gegen Yi, dem Feigheit vor dem Feind vorgeworfen wurde, und bezeichnete seinen Kollegen als Faulpelz und Trinker. Yi Sun-sin wurde wegen Hochverrats verurteilt, jedoch aufgrund seiner Verdienste und der Fürsprache seiner Sympathisanten, darunter Premierminister Ryu Seong-ryong, nicht hingerichtet, sondern zum gewöhnlichen Soldaten herabgestuft. An seiner Stelle wurde Won Gyun zum Oberbefehlshaber der gesamten koreanischen Flotte ernannt.
Obwohl Won Gyun ein dem König vollkommen loyaler Gefolgsmann war, besaß er nicht das strategische Geschick – oder wenigstens die charakteristische Umsicht – seines Vorgängers Yi. Aufgrund der falschen Informationen, die die Japaner als Teil des Komplotts gesät hatten, begab sich Won auf Befehl König Seonjos im Spätaugust 1597 mit der gesamten koreanischen Flotte nach Busan, ohne sich vorher über die genaue Lage und Stärke der Feindflotte zu informieren. Die Japaner aber erwarteten Won mit einer gewaltigen Übermacht, und obwohl Won sich in einer eindeutig unterlegenen Position wiederfand und seine Truppen von der Anreise schwer erschöpft waren, griff er die Japaner unverzüglich an. In der darauffolgenden Schlacht wurde die koreanische Flotte bis auf zwölf Schiffe, die zuvor vom Schlachtfeld desertiert waren, vollständig vernichtet. Won, Admiral Yi Eok-ki und einige überlebende Soldaten schafften es zwar, sich auf eine nahe Insel zu retten, wurden jedoch von der dortigen japanischen Garnison entdeckt und getötet.

## Zeitgenössische und heutige Ansichten
Bis vor einiger Zeit wurde Won Gyun in der koreanischen Geschichtsschreibung ein schlechter Ruf als inkompetenter Befehlshaber angehängt, ungeachtet seiner vorhergehenden Leistungen als Kavallerieoffizier während der Jurchen-Einfälle. Nach neuzeitlichen Forschungen hingegen wurde die Vermutung aufgestellt, dass Won vielleicht mit Absicht so schlecht dargestellt wurde, um die heroischen Eigenschaften seines Rivalen Yi Sun-sin umso mehr hervorzuheben. Diese Ansicht wird auch in der südkoreanischen Historiendramaserie Immortal Admiral Yi Sun-sin (불멸의 이순신, 2004–2005, KBS) vertreten, wo Won als grundsätzlich ehrenwerter, aber extrem hitzköpfiger Mann dargestellt wird.
Es ist jedoch zu bemerken, dass Won, ungeachtet seiner tatsächlichen militärischen Kompetenzen, anscheinend auch schwere persönliche Probleme besaß. In den Aufzeichnungen, die von ihm existieren, wird er unter anderem als impulsiver Hitzkopf, notorischer Trinker und Schürzenjäger beschrieben. Yi Sun-sin selbst schildert in seinen Kriegstagebüchern einige Berichte über das Fehlverhalten Wons, besonders nach seiner Ernennung zum Oberbefehlshaber der koreanischen Flotte. Trotz seiner benachteiligten Position in der Geschichte wurde Won Gyun posthum ebenso mit Ehrentiteln bedacht wie Yi Sun-sin.

## Von Won geführte Schlachten

### Seeschlachten
Won Gyun hat an folgenden Seeschlachten teilgenommen, meist unter dem Oberbefehl von Yi Sun-sin:

- Schlacht von Okpo (7. Mai 1592)
- Scharmützel bei Happo und Chokjinpo (7. und 8. Mai 1592)
- Seeschlacht von Sacheon (29. Mai 1592)
- Seeschlacht von Dangpo (2. Juni 1592)
- Seeschlacht von Danghangpo (5. Juni 1592)
- Seeschlacht bei Yulpo (6. Juni 1592)
- Seeschlacht bei Hansan (8. Juli 1592)
- Seeschlacht bei Angolpo (10. Juli 1592)
- Seeschlacht von Jangnimpo (29. August 1592)
- Seeschlachten von Hwajungumi, Tadaepo, Sopyongpo, Cholyongdo und Choryanmok (1. September 1592)
- Seeschlacht von Pusan (1. September 1592)
- Seeschlacht bei Jinhae (4. März 1594)
- Zweite Seeschlacht von Danghangpo (5. März 1594)
- Seeschlacht bei Changmunpo (4. Oktober 1594)
- Seeschlacht von Chilchonryang (26.–27. August 1597)